# Chandler Bridge Formation
Le Chandler Bridge Formation est une formation géologique en Caroline du Sud. Elle préserve des fossiles datant de la période du Paléogène.

## Faune de vertébrés
- Mysticètes :
  - Eomysticetus carolinensis
  - Eomysticetus whitmorei
- Odontocètes :
  - Cotylocara macei
- Oiseaux :
  - Pelagornis sandersi